# Christian Wenster den yngre
Christian Wenster, född 1735, död 1823, var en svensk dirigent och director musices.
Wenster efterträdde 1781 Friedrich Kraus som kapellmästare (director musices) vid Lunds universitet, en befattning som han innehade till 1806. Wenster var ofta oense med universitetsledningen och fick uppbära kritik för att inte i samma utsträckning som sin företrädare anskaffa nya noter.
Christian Wenster var son till Christian Wenster den äldre och far till Emanuel Wenster.